# Лакмус (группа)
«Лакмус» — российская музыкальная группа из Новосибирска.

## Состав группы
- Ирина Акимцева — вокал, тексты, мелодия, основатель, идеолог группы
- Максим Андрющенко — бас-гитара, программирование, основатель, идеолог группы
- Андрей Звонков — гитара
- Сергей Ткаченко — гитара
- Борис Лифшиц — ударные.

## История группы[2]
Группа создана 10 марта 1998 года в Новосибирске Максимом Андрющенко и Ириной Акимцевой. Первый контракт группа заключила с компанией «Снегири» (глава — Олег Нестеров). Первый альбом «Лакмус» был записан в Москве, но в дальнейшем сотрудничество с компанией «Снегири» было прекращено из-за разногласий с её руководством. Первый же сингл «Пузырьки» быстро попал в чарты «Радио Максимум», «Нашего радио».
Коллектив начал концертную деятельность, значительным событием стало участие в украинском фестивале «Таврийские игры», где «Лакмус» представил свою программу перед 50-тысячной аудиторией.
В 2002 году коллектив выступил на сцене «Лужников» на разогреве у группы Garbage.
В киевской студии «Столица» участники группы знакомятся с продюсером Сергеем Товстолужским (Толстый), с которым тесно сотрудничали вплоть до его смерти (18 марта 2007 года).
Второй альбом сводился на студии Сергея Большакова, до этого был заключен контракт с российским отделением компании Sony, которое позже прекратило существование после его слияния с BMG. Сингл «60-е, 70-е» в течение 14 недель занимал второе место в двадцатке лучших песен хит-парада «Радио Максимум», а композиция «Моря по колено» вошла в итоговый хит-парад «Максимума» за 2004 год. Клип на эту песню долгое время находился в ротации на MTV. В клипе на песню «Падаешь вниз» главную роль исполнил российский и американский актёр Олег Тактаров.
2005 — вышел фильм «Зови меня Джинн!» (режиссёр-постановщик Илья Хотиненко), в котором прозвучала одноимённая песня группы.
Следующий альбом «Точка необратимости», как вспоминают сами участники группы «хотя в нём есть и светлые пьесы, в целом … все-таки получился задумчиво-мрачным, с нетривиальными аранжировками и сочетаниями, казалось бы, не сочетаемых тембров инструментов».
В 2008 на студии С. Большакова записан и сведен четвёртый альбом «Фантом». Тогда же на экраны вышел фильм «Всё могут короли», в котором снялись участники группы, а песни «Прощаюсь», «Любить, надеяться», «Мы встретимся там» вошли в саундтрек к картине. Ещё одна из песен, «Лезвие» была использована в фильме «С. С. Д.»
В конце марта 2010 в блоге группы было заявлено о прекращении её деятельности. Известные песни: «Пузырьки», «Кругом одна вода», «Моря по колено».
В разное время участники группы играли в составе Земфиры, «Би-2». Макс играет в «Би-2» на бас-гитаре под псевдонимом «Лакмус», а также является сооснователем краудфандингового ресурса Planeta.ru.
23 августа 2013 года прошла презентация студийной версии песни «Доктор» на Нашем Радио в программе «Чартова дюжина».
13 января 2015 года вышел альбом «Наблюдайте за звёздами». Альбом записывался при участии американских музыкантов Рей Лузье и Кенни Ароноффа.

## Дискография
- 2000 — Лакмус
- 2004 — Баттерфляй
- 2006 — Точка необратимости
- 2008 — Фантом
- 2015 — Наблюдайте за звёздами
- 2018 — Пиксель
- 2024 — 7 швов